# Sphyraena idiastes
Sphyraena idiastes es un pez de la familia de los esfirénidos en el orden de los perciformes.

## Morfología
Pueden alcanzar los 91 cm de largo total.

## Distribución geográfica
Se encuentran en las costas del sudeste del Pacífico (Colombia a Chile y las Islas Galápagos).